# Macrobela phaeophasma
Macrobela phaeophasma är en fjärilsart som beskrevs av Alfred Jefferis Turner 1939. Macrobela phaeophasma ingår i släktet Macrobela och familjen gräsmott, Crambidae. Inga underarter finns listade i Catalogue of Life.